# Trehörningen (Kärnbo socken, Södermanland)
Trehörningen är en sjö i Strängnäs kommun i Södermanland och ingår i Norrströms huvudavrinningsområde. Sjön har en area på 0,174 kvadratkilometer och ligger 43,1 meter över havet.

## Delavrinningsområde
Trehörningen ingår i det delavrinningsområde (656757-157763) som SMHI kallar för Mynnar i Råcksta å. Medelhöjden är 53 meter över havet och ytan är 18,9 kvadratkilometer. Det finns inga avrinningsområden uppströms utan avrinningsområdet är högsta punkten. Laketorpsån som avvattnar avrinningsområdet har biflödesordning 3, vilket innebär att vattnet flödar genom totalt 3 vattendrag innan det når havet efter 72 kilometer. Avrinningsområdet består mestadels av skog (80 procent). Avrinningsområdet har 0,63 kvadratkilometer vattenytor vilket ger det en sjöprocent på 3,3 procent.